# Anthene bitje
Anthene bitje är en fjärilsart som beskrevs av Druce 1910. Anthene bitje ingår i släktet Anthene och familjen juvelvingar. Inga underarter finns listade i Catalogue of Life.